# Forest Hills, Pennsylvania
Forest Hills är en ort i Allegheny County i delstaten Pennsylvania, USA.